# Хагиак (Дофтеана)
Хагиак (рум. Hăghiac) насеље је у Румунији у округу Бакау у општини Дофтеана. Oпштина се налази на надморској висини од 334 m.

## Становништво
Према подацима из 2002. године у насељу је живело 1502 становника, од којих су сви румунске националности.